# Jacques Dupont
Jacques Dupont (Lézat-sur-Lèze, 19 juni 1928 - aldaar, 4 november 2019) was een Frans wielrenner.

## Biografie
Dupont was professioneel wielrenner van 1950 tot 1959. Hij was zowel actief als baanwielrenner als ook als wegwielrenner. Zijn grootste prestatie als amateurwielrenner leverde hij op de Olympische Zomerspelen van 1948 toen hij olympisch Kampioen werd op de kilometer met staande start. Ook in 1948 werd hij Frans militair kampioen op de weg, individueel en nationaal kampioen achtervolging individueel op de baan. In 1951 zou hij deze laatste prestatie herhalen.
Als profwielrenner werd hij in 1954 nationaal kampioen op de weg individueel en won hij tweemaal de wielerklassieker Parijs-Tours (1951 en 1955). Hij nam driemaal deel aan de Ronde van Frankrijk, in 1952, 1953 en 1955, maar behoorde telkens tot de uitvallers.
Bij zijn overwinning in Parijs-Tours in 1955 werd hem de Gele wimpel uitgereikt, de onderscheiding voor het hoogste uurgemiddelde behaald in een internationale klassieker. Hij verbeterde met een moyenne van 43,666 km/h de prestatie van de Belg Rik Van Steenbergen uit 1948.
In september 1948 was Dupont betrokken bij een zware valpartij op de wielerbaan van Perpignan, waarbij hij ernstig hoofdletsel opliep. Na een operatieve ingreep herstelde hij van deze val en kon hij zijn loopbaan vervolgen.
Na zijn wielerloopbaan werd hij slager en opende vervolgens een handel in rubberproducten in Cahors. Hij was zelfs trainer voor een rugbyteam.

## Overwinningen en andere ereplaatsen
1948
- Olympisch kampioen op de kilometer, baan op de Olympische Zomerspelen
- 1e op het Franse militaire kampioenschap op de weg, individueel
- 1e op het nationaal kampioenschap achtervolging individueel, amateurs
- 2e op het WK achtervolging op de baan, individueel, amateurs

1949
- 1e op het nationaal kampioenschap achtervolging individueel, amateurs

1951
- 2e op het nationaal kampioenschap achtervolging individueel, elite
- 1e in Parijs-Tours

1952
- 1e in Circuit de l'Indre
- 1e in Grand Prix d'Arras
- 2e in de 1e etappe Parijs-Nice

1953
- 2e in het Critérium National
- 1e in de GP de l'Echo d'Oran

1954
- Frans kampioen op de weg, Elite
- 1e in Circuit de l'Indre
- 3e in Genua-Nice

1955
- 1e in Parijs-Tours
- 1e in Boucles de l'Aulne

1956
- 1e in de 1e etappe Critérium du Dauphiné Libéré

1957
- 2e in Bordeaux-Parijs

1958
- 1e in Tour du Loiret
- 2e in de 3e etappe Tour de l'Ouest

1958
- 2e in het eindklassement Circuit des Ardennes

## Resultaten in voornaamste wedstrijden
| Jaar | Ronde van Italië | Ronde van Frankrijk | Ronde van Spanje |
| ---- | ---------------- | ------------------- | ---------------- |
| 1951 |                  |                     |                  |
| 1952 |                  | opgave              |                  |
| 1953 |                  | opgave              |                  |
| 1954 |                  |                     |                  |
| 1955 |                  |                     |                  |
| 1956 |                  |                     |                  |
| 1957 |                  |                     |                  |
| 1958 |                  |                     |                  |

| Jaar | Milaan-San Remo | Gent-Wevelgem | Ronde van Vlaanderen | Parijs-Roubaix | Luik-Bast.‑Luik | Ronde van Lombardije | Parijs-Tours | Waalse Pijl | Bretagne Classic |  | WK op de weg |
| ---- | --------------- | ------------- | -------------------- | -------------- | --------------- | -------------------- | ------------ | ----------- | ---------------- |  | ------------ |
| 1951 |                 |               |                      | 19e            | 67e             |                      | Goud         |             |                  |  |              |
| 1952 | 112e            |               | 9e                   | 5e             |                 | 13e                  | 13e          |             |                  |  |              |
| 1953 | 13e             |               | 7e                   |                |                 |                      | 10e          |             |                  |  |              |
| 1954 | 13e             |               |                      |                |                 |                      | 13e          |             |                  |  |              |
| 1955 |                 |               |                      | 9e             |                 | 11e                  | Goud         |             | Zilver           |  |              |
| 1956 | 34e             |               | 11e                  | 12e            |                 |                      | 19e          |             |                  |  | 9e           |
| 1957 |                 |               | 11e                  | 10e            |                 | 16e                  | 21e          | 8e          |                  |  | 26e          |
| 1958 |                 | 25e           | 15e                  | 11e            |                 |                      | 8e           |             |                  |  |              |

1896: Paul Masson ·
1928: Willy Falck Hansen ·
1932: Dunc Gray ·
1936: Arie van Vliet ·
1948: Jacques Dupont ·
1952: Russell Mockridge ·
1956: Leandro Faggin ·
1960: Sante Gaiardoni ·
1964: Patrick Sercu ·
1968: Pierre Trentin ·
1972: Niels Fredborg ·
1976: Klaus-Jürgen Grünke ·
1980: Lothar Thoms ·
1984: Fredy Schmidtke ·
1988: Aleksandr Kiritsjenko ·
1992: José Manuel Moreno Periñan ·
1996: Florian Rousseau ·
2000: Jason Queally ·
2004: Chris Hoy